# Municipio de Montgomery (condado de Montgomery, Pensilvania)
El municipio de Montgomery  (en inglés, Montgomery Township) es un municipio del condado de Montgomery, Pensilvania, Estados Unidos. Tiene una población estimada, a mediados de 2022, de 26 028 habitantes.

## Geografía
Está ubicado en las coordenadas 40°14′39″N 75°14′03″O / 40.24417, -75.23417 (40.244054, -75.234094).

## Demografía
Según la estimación 2017-2021 de la Oficina del Censo, los ingresos medios de los hogares son de $112,458 y los ingresos medios de las familias son de $136,259. Los ingresos medios en los últimos doce meses, medidos en dólares de 2021, son de $55,660. Alrededor del 3.3% de la población está por debajo de la línea de pobreza.